# KBS 지역국 FM 방송
KBS 지역국 FM 방송은 제1FM(클래식FM)의 프로그램 대부분과 제2FM(쿨FM)의 일부 프로그램을 편성하여 단일 채널 방송으로 실시하고 있다. 본사에서는 지역국 FM을 클래식FM으로 취급하고 있으며 2001년 이후 굿모닝 팝스 외에는 쿨FM의 프로그램을 들을 수 없었지만, 2017년 3월 6일부터 굿모닝 팝스가 제2라디오(해피FM)에서도 방송됨에 따라 쿨FM 프로그램 송출이 사라졌다.
로컬방송은 다시듣기가 불가능하며 주말에도 지역방송 하는 곳은 강원, 경남, 충청, 대경권뿐이다. 단, 부산, 울산, 전주, 광주, 목포, 제주도 지역은 본사 방송이 그대로 나간다.
(Cool FM 프로그램인 이슬기의 상쾌한 아침, 박명수의 라디오쇼는 KBS Happy FM에서(Cool FM 수중계), 조정식의 FM대행진, 이은지의 가요광장, 사랑하기 좋은 날 이금희입니다는 각 지역총국 KBS Happy FM에서 청취. 그리고 모든 Cool FM 프로그램은 U-KBS MUSIC으로 청취.)

## 일일방송시간
1FM(클래식FM) 23시간 54분, 방송시작멘트 6분

## 지역국 FM 방송 로컬 프로그램

### 평일 오전 시간대
| 프로그램             | 지역                                 | 방송국  | 진행자 |
| -------------------- | ------------------------------------ | ------- | ------ |
| 재즈라디오891(평일)  | 강릉시, 강원특별자치도 영동          | KBS강릉 | 이은영 |
| Kiss the music(평일) | 충주시, 충청북도 북부                | KBS충주 | 장예진 |
| 11시의 음악실(평일)  | 창원시, 경상남도 동부                | KBS창원 | 김민정 |
| 팝브런치(평일)       | 대전광역시, 세종특별자치시, 충청남도 | KBS대전 | 김연선 |

### 평일 오후 시간대
| 프로그램                         | 지역                 | 방송국                  | 진행자 |
| -------------------------------- | -------------------- | ----------------------- | ------ |
| 음악이 흐르는 오후(평일)         | 강원특별자치도       | KBS춘천 KBS원주 KBS강릉 | 정은숙 |
| 음악이 있는 곳에(평일)           | 충청북도             | KBS청주                 | 양문석 |
| 아름다운 오후, 네시입니다 (평일) | 대구광역시, 경상북도 | KBS대구                 | 진유현 |

### 지역 방송국 연중 캠페인
| 슬로건                    | 지역                                 | 방송국  | 내레이터 |
| ------------------------- | ------------------------------------ | ------- | -------- |
| 일사일촌 문화재 운동      | 춘천시, 강원특별자치도 영서 북부     | KBS춘천 | 김서련   |
| 함께하는 이웃             | 원주시, 강원특별자치도 영서 남부     | KBS원주 | 이은주   |
| 힘내라 강릉 경제          | 강릉시, 강원특별자치도 영동          | KBS강릉 | 이아인   |
| 희망찬 광주,전남          | 광주광역시, 전라남도                 | KBS광주 | 임정섭   |
| 이웃에게 사랑을           | 충주시, 충청북도 북부                | KBS충주 | 박은지   |
| 새롭게 도약하는 대구,경북 | 대구광역시, 경상북도 남부            | KBS대구 | 김서현   |
| 위기의 울산 경제          | 울산광역시                           | KBS울산 | 가은혜   |
| 내 모습이 부산의 얼굴     | 부산광역시                           | KBS부산 | 김평래   |
| 희귀병 환자돕기           | 창원시, 경상남도 중부                | KBS창원 | 신유진   |
| 함께 갑시다               | 대전광역시, 세종특별자치시, 충청남도 | KBS대전 | 전유미   |

## 주파수
| 방송국           | 호출부호 | 송신소        | 주파수     | 출력 | 송신소 위치                            | 비고 |
| ---------------- | -------- | ------------- | ---------- | ---- | -------------------------------------- | ---- |
| KBS춘천 클래식FM | HLKM-FM  | 화악산 송신소 | FM 91.1㎒  | 5㎾  | 경기 가평군 북면 화악리 산218-2        |      |
| KBS원주FM        | HLCW-FM  | 백운산 송신소 | FM 89.5㎒  | 3㎾  | 강원 원주시 판부면 서곡리 산166        |      |
| KBS원주FM        | HLCW-FM  | 영월 중계소   | FM 97.3㎒  | 100W | 강원 영월군 영월읍 팔괴리 산237 국지산 |      |
| KBS강릉FM        | HLKR-FM  | 괘방산 송신소 | FM 89.1㎒  | 5㎾  | 강원 강릉시 강동면 정동진리 산19-1     |      |
| KBS강릉FM        | HLKR-FM  | 함백산 중계소 | FM 97.3㎒  | 3㎾  | 강원 태백시 황지동 산176-1             |      |
| KBS전주 FM       | HLKF-FM  | 모악산 송신소 | FM 100.7㎒ | 5㎾  | 전북 김제시 금산면 금산리 산1          |      |
| KBS전주 FM       | HLKF-FM  | 노고단 중계소 | FM 104.5㎒ | 3㎾  | 전남 구례군 산동면 좌사리 산110-2      |      |
| KBS광주 FM       | HLKH-FM  | 무등산 송신소 | FM 92.3㎒  | 5㎾  | 광주 동구 용연동 산354-4               |      |
| KBS광주 FM       | HLKH-FM  | 망운산 송신소 | FM 94.5㎒  | 3㎾  | 경남 남해군 서면 연죽리 1404           |      |
| KBS목포FM        | HLKN-FM  | 양을산 송신소 | FM 98.3㎒  | 1㎾  | 전남 목포시 상동 산55-12               |      |
| KBS청주 FM       | HLKQ-FM  | 우암산 송신소 | FM 94.1㎒  | 1㎾  | 충북 청주시 상당구 수동 산2-1          |      |
| KBS청주 FM       | HLKQ-FM  | 금적산 중계소 | FM 94.1㎒  | 100W | 충북 보은군 보은읍 풍취리 산11-5       |      |
| KBS충주FM        | HLCH-FM  | 가엽산 송신소 | FM 100.3㎒ | 3㎾  | 충북 음성군 음성읍 용산리 산11-4       |      |
| KBS대구 FM       | HLKG-FM  | 팔공산 송신소 | FM 89.7㎒  | 5㎾  | 대구 동구 용수동 산1                   |      |
| KBS대구 FM       | HLKG-FM  | 학가산 송신소 | FM 88.1㎒  | 3㎾  | 경북 안동시 북후면 신전리 산69         |      |
| KBS대구 FM       | HLKG-FM  | 조항산 송신소 | FM 93.5㎒  | 3㎾  | 경북 포항시 동해면 석리 산94-1         |      |
| KBS대구 FM       | HLKG-FM  | 삼각봉 송신소 | FM 89.3㎒  | 250W | 경북 울릉군 울릉읍 사동리 산29-1       |      |
| KBS제주 FM       | HLKS-FM  | 견월악 송신소 | FM 96.3㎒  | 3㎾  | 제주 제주시 봉개동 산78-1              |      |
| KBS제주 FM       | HLKS-FM  | 삼매봉 중계소 | FM 99.9㎒  | 3㎾  | 제주 서귀포시 서홍동 822-1             |      |
| KBS울산FM        | HLQB-FM  | 무룡산 송신소 | FM 101.9㎒ | 3㎾  | 울산 북구 화봉동 산1-3                 |      |
| KBS부산FM        | HLKB-FM  | 황령산 송신소 | FM 92.7㎒  | 5㎾  | 부산 부산진구 전포1동 산50-1           |      |
| KBS창원 FM       | HLAI-FM  | 불모산 송신소 | FM 93.9㎒  | 1㎾  | 경남 창원시 성산구 천선동 산213-8      |      |
| KBS창원 FM       | HLAI-FM  | 망진산 송신소 | FM 89.3㎒  | 1㎾  | 경남 진주시 망경동 631                 |      |
| KBS창원 FM       | HLAI-FM  | 감악산 송신소 | FM 92.1㎒  | 3㎾  | 경남 거창군 남상면 무촌리 산13         |      |
| KBS대전 FM       | HLKI-FM  | 계룡산 송신소 | FM 98.5㎒  | 5㎾  | 충남 계룡시 신도안면 부남리 산11-5     |      |
| KBS대전 FM       | HLKI-FM  | 식장산 중계소 | FM 102.1㎒ | 3㎾  | 대전 동구 대성동 산2-7                 |      |

## 프로그램을 방송하던 방송국
- 한국방송공사 (중심방송국)
- KBS경인방송센터 (경기도,인천광역시 일원)
- KBS춘천방송총국 (강원특별자치도 영서 중북부 일원)
- KBS원주방송국 (강원특별자치도 영서 남부 일원)
- KBS강릉방송국 (강원특별자치도 영동 일원)
- KBS광주방송총국 (광주광역시,전라남도 중북부, 전라남도 동부권)
- KBS목포방송국 (전라남도 서남부)
- KBS청주방송총국 (충청북도 중·남부,세종특별자치시 일원)
- KBS충주방송국 (충청북도 북부 일원)
- KBS대구방송총국 (대구광역시,경상북도)
- KBS제주방송총국 (제주특별자치도 일원)
- KBS울산방송국 (울산광역시,경상남도 동부 일부)
- KBS부산방송총국 (부산광역시,경상남도 동부 일부)
- KBS창원방송총국 (경상남도 일원)
- KBS대전방송총국 (대전광역시,충청남도,세종특별자치시 일원)

## 라디오시보
- KBS춘천 FM시보: 윤석황,이의선,정은숙,김서련,김수연 아나운서
- KBS원주 FM시보: 이은주 아나운서
- KBS강릉 FM시보: 김경미,이영재,이아인,이은영 아나운서
- KBS전주 FM시보: 함윤호,김태은,김수진,봉효정 아나운서
- KBS광주 FM시보: 임정섭,채윤아,정은아,유도희,서은혜 아나운서(KBS순천은 관할국인 KBS광주FM을 내보냄)
- KBS목포 FM시보: 김석훈,김예은 아나운서
- KBS청주 FM시보: 김윤혜,이해수,최인희,양문석,백선일,이지현 아나운서
- KBS충주 FM시보: 장예진,박은지 아나운서
- KBS대구 FM시보: 백명지,박은정,손지민,진유현,이채령,김서현 아나운서 (KBS안동,KBS포항은 관할국인 KBS대구FM을내보냄)
- KBS제주 FM시보: 한승훈,현송희,문의순,정현정,고새롬,임채원,김미르 아나운서
- KBS울산 FM시보: 김다은,가은혜 아나운서
- KBS부산 FM시보: 김평래,차재환,최현호,정재희,목지원,박효진 아나운서
- KBS창원 FM시보: 신유진,송지원,김민정,윤준건,이지은,방수빈 아나운서(KBS진주는 관할국인 KBS창원FM을 내보냄)
- KBS대전 FM시보: 김연선,전유미,김형철,김숙경,박명원,손지화,최연수 아나운서